# Cinta vulcanizada
La cinta vulcanizada termorretráctil, también conocida como cinta eléctrica de caucho, cinta vulcanizante, cinta autosoldable o cinta autofundente, es un tipo de cinta aislante fabricada a partir de un material gomoso termorretractil. Un material termorretractil es aquel que se encoge con el calor.
Se presenta en rollos de aproximadamente 1 milímetro de espesor y normalmente en color negro. En uno de los lados tiene una lámina de plástico, papel parafinado o similar para evitar que la cinta se pegue a sí misma.  
Los electricistas y electrónicos la emplean para reparar cables eléctricos e impermeabilizar empalmes de cables (electricidad o datos), fichas de empalme, sensores, circuitos, cables deteriorados, etc., que estén a la intemperie, en lugares húmedos o incluso sumergidos en el agua u otro líquido conductor de la electricidad.
Su uso es sencillo. Se gira en torno a lo que se quiera aislar separando la lámina protectora y manteniendo un poco tensa la cinta hasta cubrir totalmente la zona deseada. Una vez aplicada, un poco de calor (basta con el calor del sol) encogerá ligeramente la cinta que formará una sola pieza gomosa.